# Universidad de Phoenix
La Universidad de Phoenix (University of Phoenix en inglés) es una universidad privada con ánimo de lucro en Estados Unidos. Cuenta con 79 campus 117 centros de aprendizaje y con su sede central en Phoenix, estado de Arizona- La universidad pertenece a Apollo Group, Inc, y fue fundada en 1976 concentrándose en la educación a adultos. La universidad está presente en países como Estados Unidos, Puerto Rico, Países Bajos, Canadá y México.
La universidad cuenta con las siguientes facultades junto con el porcentaje sobre el total de estudiantes:.
- College of Undergraduate Business – 29,9 %
- College of Graduate Business and Management – 12,9 %
- College of Information Systems and Technology – 5,4 %
- College of Arts and Sciences – 2,0 %
- College of Education – 5,8 %
- College of Health Sciences and Nursing – 14,3 %
- School of Advanced Studies – 1,6 %
- Axia College – 28,1 %

En la universidad había más de 280.000 estudiantes y más de 20.000 docentes en 2006 , y ese mismo año, la matrícula costó un promedio de 10.500 dólares anuales, aunque varía según el estudio y antigüedad. Los estudios se dan a nivel de máster en todos los campus, y de doctorado en la Universidad de Phoenix Online Campus.
Existe una página web de los estudiantes con las reclamaciones. También se ha llevado a cabo una investigación federal por las condiciones de trabajo.

## Campus e instituciones
Hay un total de 79 campus y 117 centros de enseñanza para adultos y educación continua en 37 estados (5 de ellos en California) y 4 países fuera de los EE. UU. Las principales instituciones son:
- UoP Phoenix Campus, Arizona (1976) - 8.497 estudiantes
- UoP Online Campus, Phoenix, Arizona (1989) - 160.150 estudiantes
- UoP Southern California Campus, Costa Mesa, California (1980) - 14.760 estudiantes
- UoP New Mexico Campus, Albuquerque, Nuevo México - 4.586 estudiantes
- UoP Sacramento valley Campus, Sacramento, California (1993) - 4.585 estudiantes
- UoP Houston Campus, Houston, Texas (2001) - 4.532 estudiantes
- UoP Utah Campus, Salt Lake City, Utah (1984) - 3.986 estudiantes
- UoP Metro Detroit Campus, Detroit, Míchigan - 3.918 estudiantes
- UoP San Diego Campus, San Diego, California (1988) - 3.781 estudiantes
- UoP Las VEgas Campus, Las Vegas, Nevada (1994) - 3.484 estudiantes
- UoP Bay Area Campus, Pleasanton, California - 3.139 estudiantes
- UoP Fort Lauderdale Campus, Ft Lauderdale, Florida - 3.121 estudiantes
- UoP Denver Campus, Denver, Colorado - 2.948 estudiantes
- UoP Southern Arizona Campus, Tuscon, Arizona (1979) - 2.839 estudiantes
- UoP Louisiana Campus, Metairie, Luisiana (1976) - 2.747 estudiantes
- UoP West Florida Campus, Temple terrace, Florida - 2.659 estudiantes
- UoP Puerto Rico Campus, Guaynabo, Puerto Rico (1995) - 2.583 estudiantes
- UoP Dallas Campus, Dallas, Texas (2001) - 2.539 estudiantes
- UoP Hawaii Campus, Honolulu, Hawái - 1.730 estudiantes